# Jiao, Yangquan
 Jiao är ett stadsdistrikt i Yangquan i Shanxi-provinsen i norra Kina. Det ligger omkring 89 kilometer öster om provinshuvudstaden Taiyuan. 
Jiao qu översatt till svenska blir "förortsdistrikt".